# Dan najlepših sanj
"Dan najlepših sanj" ("O dia do sonho mais bonito") foi a canção que representou a Eslovénia no Festival Eurovisão da Canção 1996 que teve lugar no dia 18 de maio de 1996, em Oslo, capital da Noruega. 
A canção foi interpretada em esloveno por Regina. Foi a décima-quarta canção a ser interpretada na noite do evento, a seguir à canção francesa Diwanit Bugale, interpretada por Dan Ar Braz e L'Héritage des Celtes e antes da canção neerlandesa "De eerste keer", interpretada por Maxine e Franklin Brown. A canção eslovena terminaria em 21.º lugar (entre 23 participantes), tendo recebido um total de 16 pontos. No ano seguinte, em 1997, a Eslovénia seria representada por Tanja Ribič que cantou o tema "Zbudi se".

## Autores
- Letrista: Aleksander Kogoj
- Compositor: Aleksander Kogoj
- Compositor: Jože Privšek

## Letra
A canção é uma balada de amor, a cantora diz que o dia mais belo será aquele em que encontrar o amor e que ela espera que nunca termine. 

## Outras versões
- "The brighest day" (inglês)
- versão alternativa em esloveno (3:04)
- versão instrumental
- versão karaoke